# Corydalus crossi
Corydalus crossi är en insektsart som beskrevs av Contreras-ramos 2002. Corydalus crossi ingår i släktet Corydalus och familjen Corydalidae. Inga underarter finns listade i Catalogue of Life.